# Subaru G4e
La Subaru G4e è un prototipo di auto elettrica sviluppato dalla casa automobilistica giapponese Subaru in collaborazione con la compagnia elettrica di Tokyo TEPCO come possibile successore della R1e. È stato presentato al salone dell'automobile di Tokyo del 2007.

## Stile
Il nome G4e sta per "Green for the Earth". L'auto ha cinque posti a sedere e ha un design a cuneo con un basso coefficiente di resistenza aerodinamica di 0,276, ottenuto anche grazie all'eliminazione degli specchietti retrovisori esterni a favore delle telecamere. Le batterie sono stoccate sotto il pianale per massimizzare lo spazio per i passeggeri. L'interno è rifinito in rosso e bianco, con il cruscotto che incorpora un grande schermo nella console centrale.

## Caratteristiche tecniche
Ha un'autonomia di 200 km e può essere ricaricata completamente in circa otto ore da una fonte di alimentazione domestica a corrente alternata. Una ricarica rapida all'80% della capacità delle batterie è possibile in soli 15 minuti.
La G4e utilizza una batteria agli ioni di litio sviluppata esclusivamente da Subaru che utilizza la tecnologia al vanadio per consentire alla batteria di immagazzinare da due a tre volte più ioni di litio rispetto alle batterie agli ioni di litio convenzionali. Il pacco batteria dell'auto fornisce 346 volt.